# NGC 3993
NGC 3993 (другие обозначения — UGC 6935, MCG 4-28-101, ZWG 127.112, KUG 1155+255A, PGC 37619) — спиральная галактика (Sd) в созвездии Льва. Открыта Уильямом Гершелем в 1785 году. Является частью сверхскопления Воло́с Вероники.
Образует пару с NGC 3989.
Этот объект входит в число перечисленных в оригинальной редакции «Нового общего каталога».
Галактика NGC 3993 входит в состав группы галактик NGC 3997 (иногда на неё ссылаются как на группу NGC 4005, т.к. последняя является наиболее яркой галактикой группы). Помимо NGC 3993 в группу также входят NGC 3989, NGC 3997, IC 746, CGCG 127-109 и MCG 4-28-109. Группа находится на расстоянии 250 миллионов световых лет от Млечного Пути и, согласно исследованию, выполненном на 300-м радиотелескопе Аресибо, группа погружена в облако нейтрального водорода, имеющего сложную структуру с приливными возмущениями. Структура этого облака вокруг NGC 3993 послужила основой для пародийного арта, в котором в туманности выявлена форма попугая.
NGC 3993, видимая почти с ребра и вследствие этого напоминающая веретено, является третьей в цепочке из четырех галактик (NGC 3997, NGC 3993, NGC 3989 и NGC 3987), расположенной в направлении восток-северо-восток — запад-юго-запад на границе созвездий Воло́с Вероники и Льва. Фотографии NGC 3993 показывают вытянутую галактику с очень маленьким, ярким ядром, окружённым обширным зернистым диском, который ориентирован с юго-востока на северо-запад. При визуальном наблюдении в любительский телескоп в поле зрения при высоком увеличении попадают три галактики, из которых NGC 3989 является самой тусклой; она выглядит как округлое туманное пятнышко света, находящееся на 1,5′ к юго-юго-востоку от пары звёзд поля. 
Радиальная скорость: 4802 км/с. Расстояние: 215 млн световых лет. Диаметр: 119 тыс. световых лет. В спектре галактики наблюдаются эмиссионные линии. Масса нейтрального водорода в галактике оценивается в 4,47 млрд M⊙, общая масса — 79,9 млрд M⊙, светимость 17,0 млрд L⊙.